# 電気機械結合係数
電気機械結合係数(Electromechanical coupling coefficient)とは圧電体に対して定められる電気的エネルギーと音響エネルギーとの間のエネルギー変換効率を表す係数である.
電気機械結合係数kは次のように定義できる.
{\displaystyle k^{-2}={\frac {1}{\mbox{ energy converted per input energy}}}}